# Tmethypocoelis ceratophora
Tmethypocoelis ceratophora is een krabbensoort uit de familie van de Dotillidae. De wetenschappelijke naam van de soort is voor het eerst geldig gepubliceerd in 1897 door Koelbel.